# Kristaq Mitro
Kristaq Mitro (Vlora, 1945. december 1. – 2023. április 3.) albán filmrendező.

## Életútja
1970-ben szerzett diplomát a tiranai Művészeti Egyetem dráma szakán. A diploma megszerzése után Piro Milkani rendezőasszisztenseként kezdett dolgozni az Új Albánia Filmstúdióban (Kinostudio Shqipëria e Re). 1971-ben színészként szerepelt a Kur zbardhi nje dite című filmben mint partizán.
1976 és 1990 között bemutatott tíz filmjét Ibrahim Muçajjal rendezte közösen. 1976-ban és 1983-ban az Albán Filmfesztiválon a legjobb rendezőnek járó díjjal jutalmazták őket. Egyik utolsó filmje a Haleluja című dokumentumfilm volt, amely II. János Pál pápa 1993-as albániai látogatásáról szólt.
Filmrendezési órákat tartott a tiranai Művészeti Egyetem hallgatóinak.

## Filmjei
- Tokë e përgjakur (1976)
- Dimri i fundit (1976)
- Nusja dhe shtetërrethimi (1978)
- Liri a vdekje (1979)
- Në prag të lirisë (1981, forgatókönyvíró is)
- Njeriu i mirë (1983)
- Apasionata (1983)
- Duaje emrin tënd (1984)
- Telefoni i një mëngjesi (1987)
- Një djalë edhe një vajzë (1990)

## Díjai, elismerései
- Albán Filmfesztivál – legjobb rendező (1976, 1983)
- Érdemes Művész (1987)

## További információ
- Kristaq Mitro az Internet Movie Database-ben (angolul)